# Laoleptura phupanensis
Laoleptura phupanensis là một loài bọ cánh cứng trong họ Cerambycidae.